# Sony Center
Il Sony Center è un complesso di edifici situato presso la Potsdamer Platz a Berlino.

## Progetto e realizzazione
Progettato su commissione della Sony dall'architetto Helmut Jahn, dello studio Murphy/Jahn di Chicago, il Sony center è un complesso di sette edifici disposti su una superficie di circa 26.000 m² nel quartiere di Tiergarten.
L'intera costruzione è durata quattro anni.
Il 20 gennaio 2000 fu aperta la zona turistica e di intrattenimento, mentre il complesso nella sua completezza fu inaugurato il successivo 14 giugno.

## Struttura
Il Sony Center è strutturato secondo una caratteristica forma triangolare e offre contemporaneamente soluzioni lavorative, abitative e di intrattenimento.
Sulla punta della pianta triangolare si trova la BahnTower, l'edificio di 103 metri di altezza che ospita gli uffici della Deutsche Bahn.

## Valori
Il costo complessivo della costruzione del Sony Center è ammontato a 600 milioni di euro.
Il 18 aprile 2008, la Sony lo ha venduto per una cifra di poco inferiore a un gruppo di investitori tedeschi e americani.
Il 23 giugno 2022, Norges Bank Investment Management e Oxford Properties Group hanno annunciato di voler acquisire il controllo comune di Sony Center.

## Dislocamento e simbologia
Il complesso, in cui predominano vetro e acciaio, comprende al suo interno il Forum, una piazza ovale coperta da una spettacolare opera di architettura e ingegneria: un articolato tetto a ombrello fissato con dei tiranti a un enorme anello di acciaio che si poggia sugli edifici circostanti. Visto dall'esterno, dovrebbe rappresentare uno dei simboli del Giappone: il Fuji. Secondo le credenze giapponesi, infatti, nelle montagne vivono i kami, dei numi tutelari della fede shintoista. Siccome Berlino non ha montagne, il Sony Center avrebbe dovuto quindi costituire una casa artificiale per i kami, in modo da poter invocare la loro protezione anche per la sede europea della Sony.
La sede della Sony si trova in uno dei sette futuristici edifici affacciato sulla Kemperplatz, di fronte alla Philharmonie Berlin.
Inoltre il Sony Center racchiude al suo interno delle parti conservate del vecchio Hotel Esplanade. La cosiddetta Kaisersaal, la sala dell'imperatore, è stata lasciata intatta, inglobata nel progetto ed è ora visibile all'interno del Forum.
La superficie totale del Sony Center è di circa 132.500 m², suddivisa in 68.000 m² di uffici, 26.500 m² di camere di albergo, un cinema multisala di 17.500 m², un centro di intrattenimento di 17.000 m² e infine 8.100 m² di negozi e ristoranti. Il cinema ospita ogni anno parte della Berlinale, il festival del cinema di Berlino.
Il Sony Center è completamente servito da una connessione wireless a internet gratuita e a disposizione di chiunque. Anche per questo motivo è diventato un importante punto di incontro e socializzazione.

## Galleria d'immagini

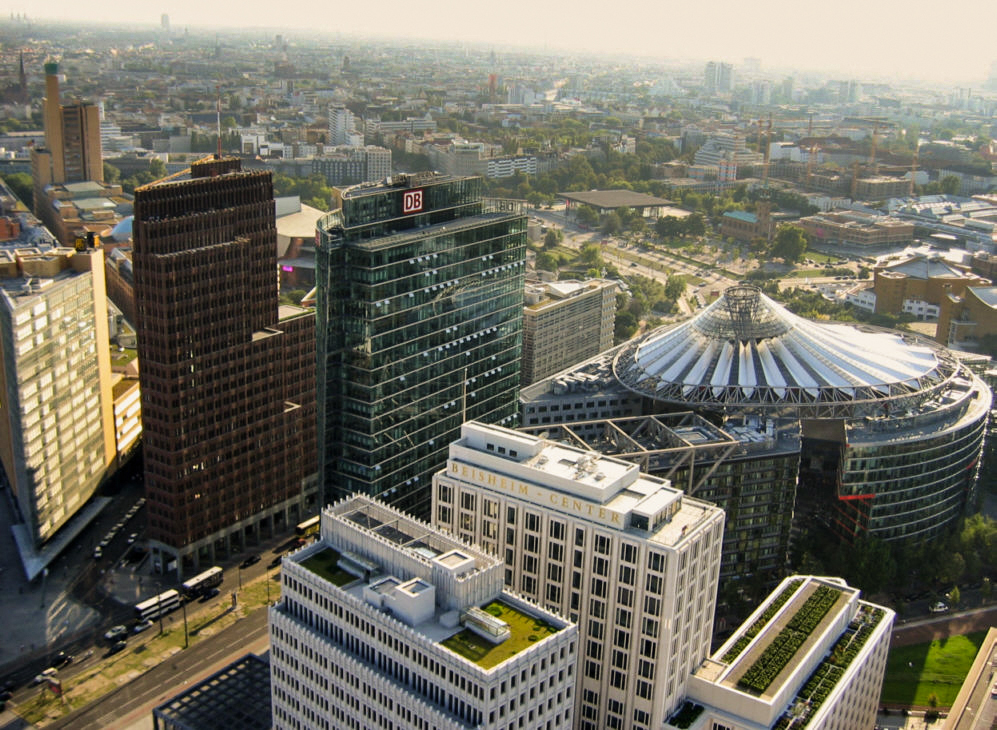
Veduta aerea della Potsdamer Platz e del Sony Center
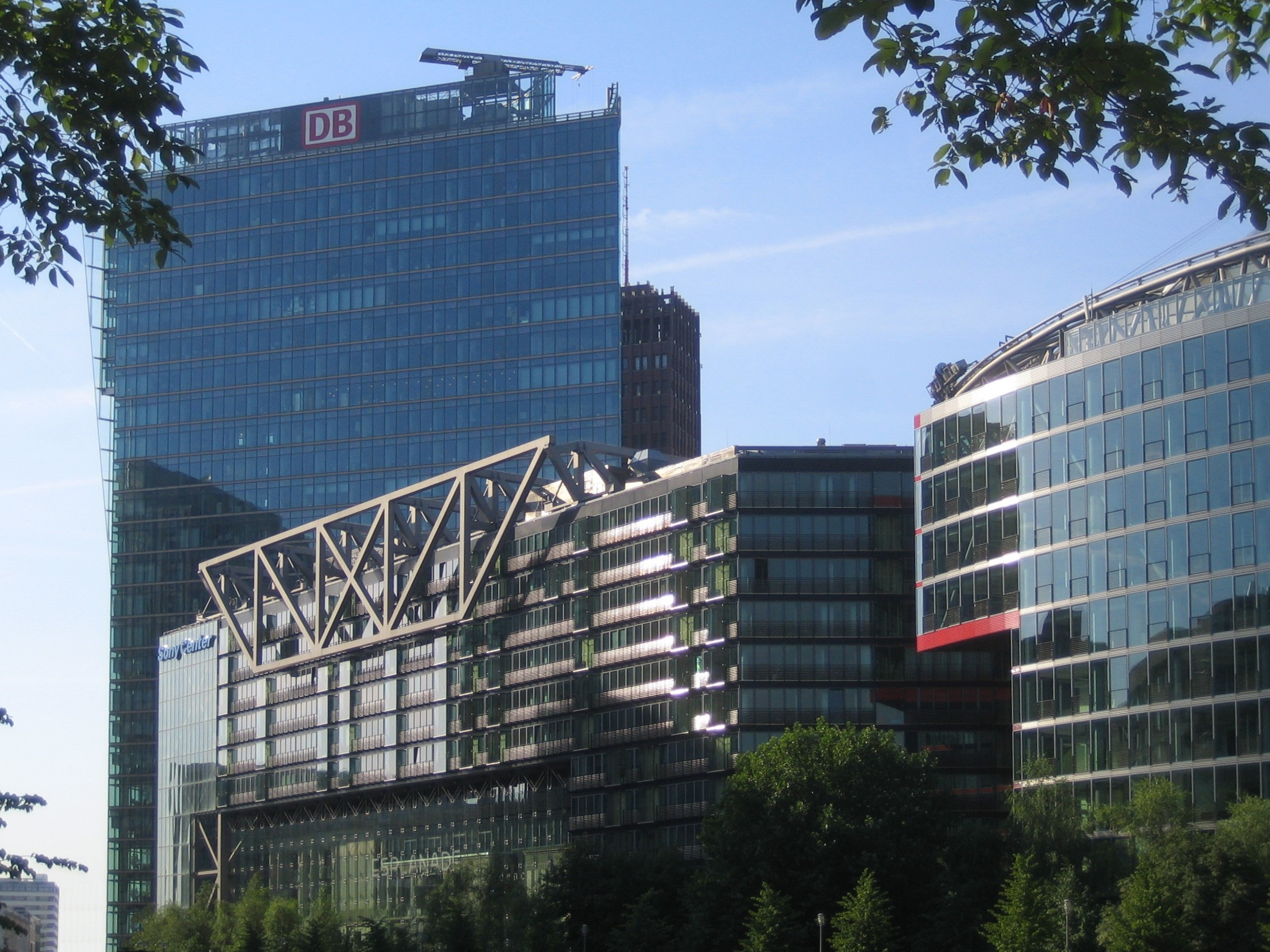
Il Sony Center visto dal Großer Tiergarten
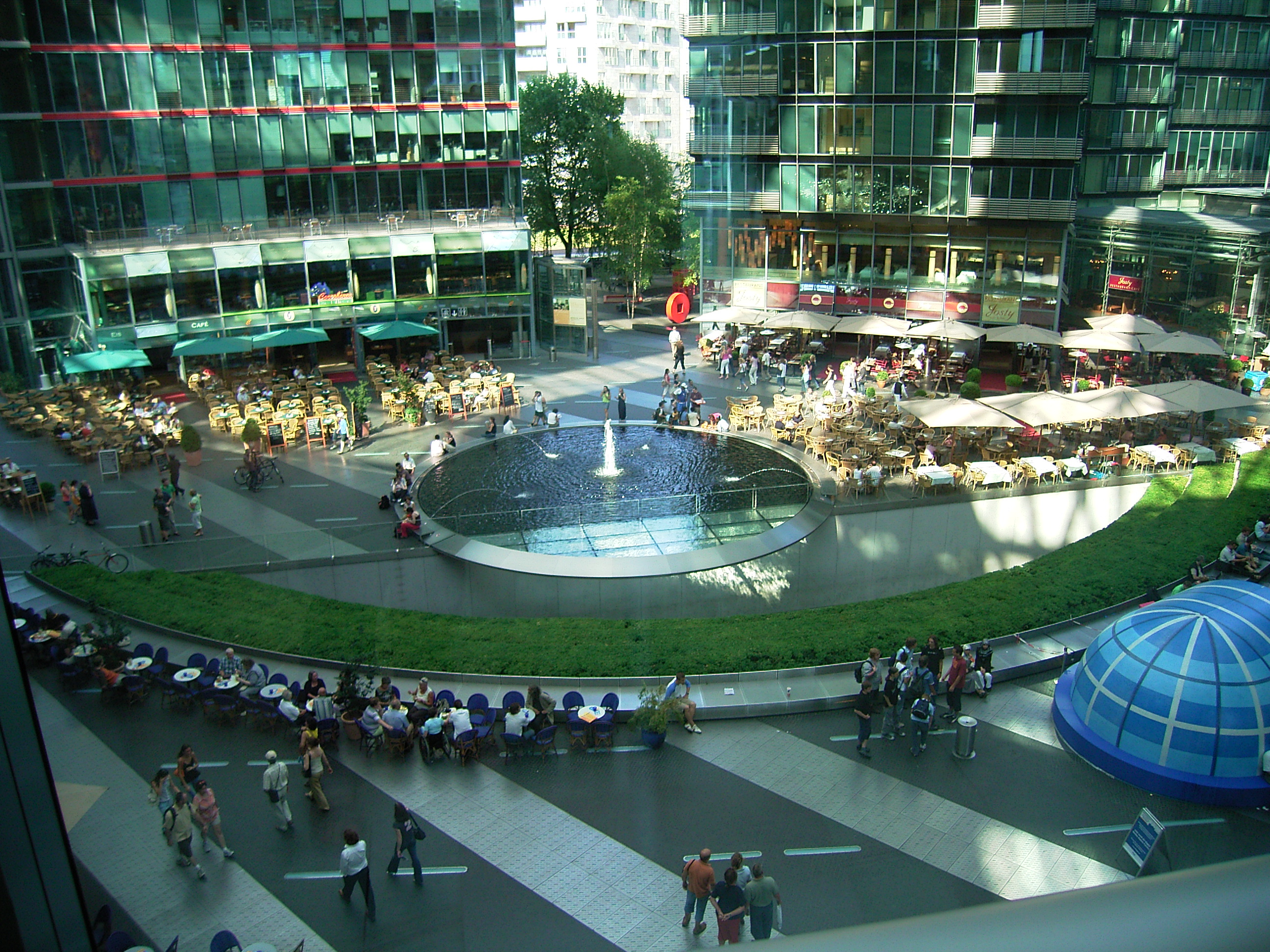
Il Forum del Sony Center
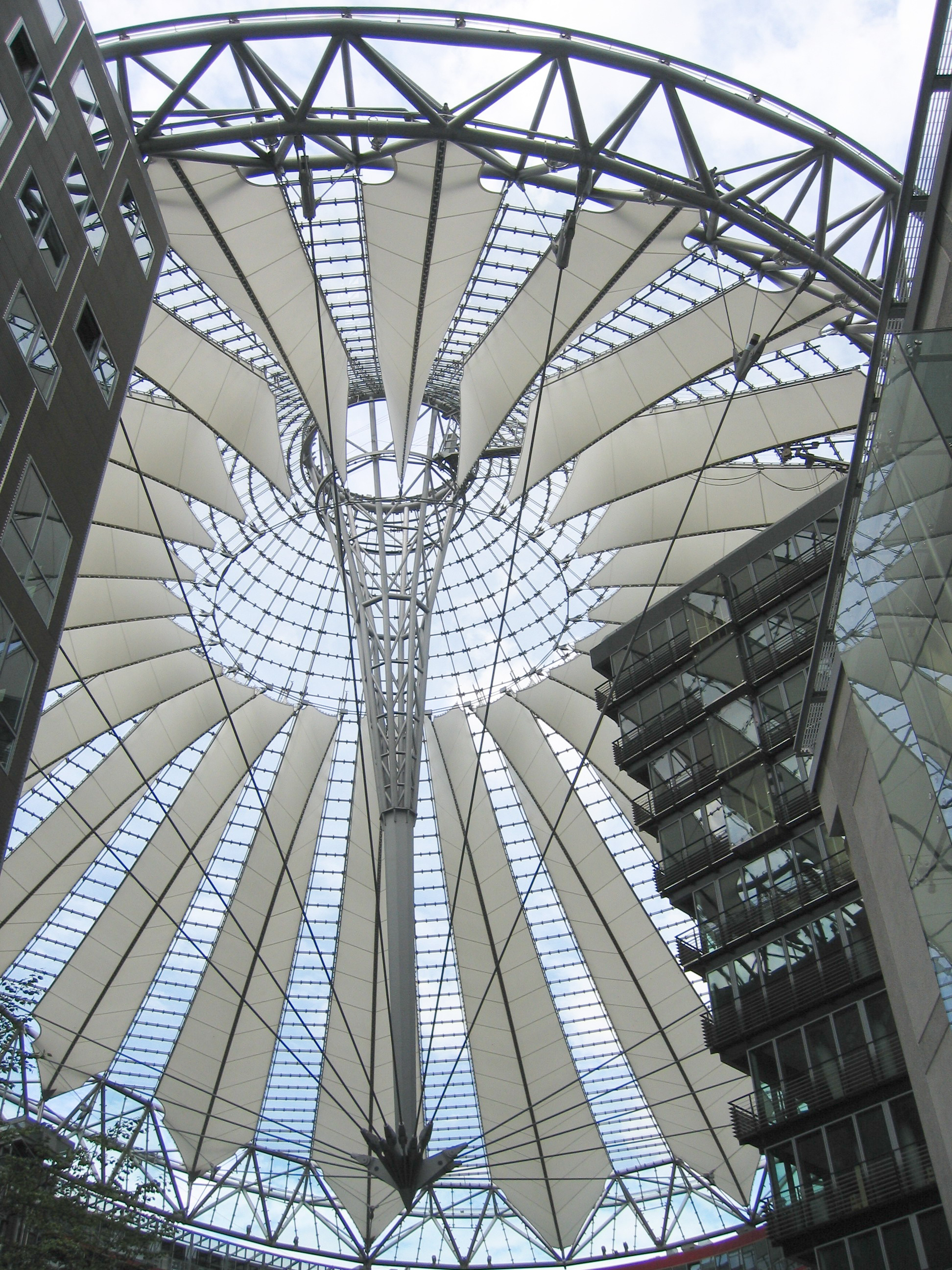
La cupola del Sony Center
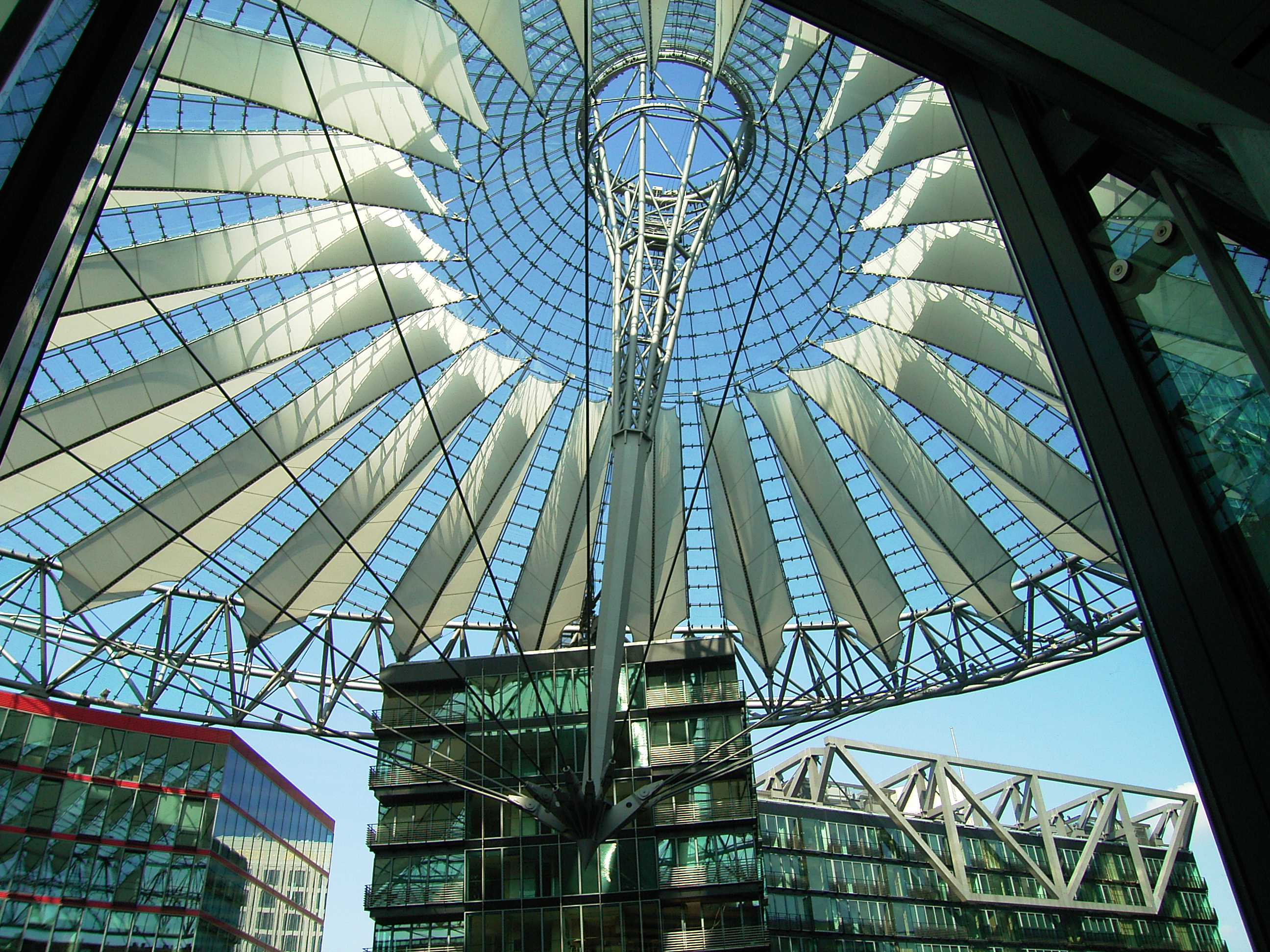
La cupola del Sony Center
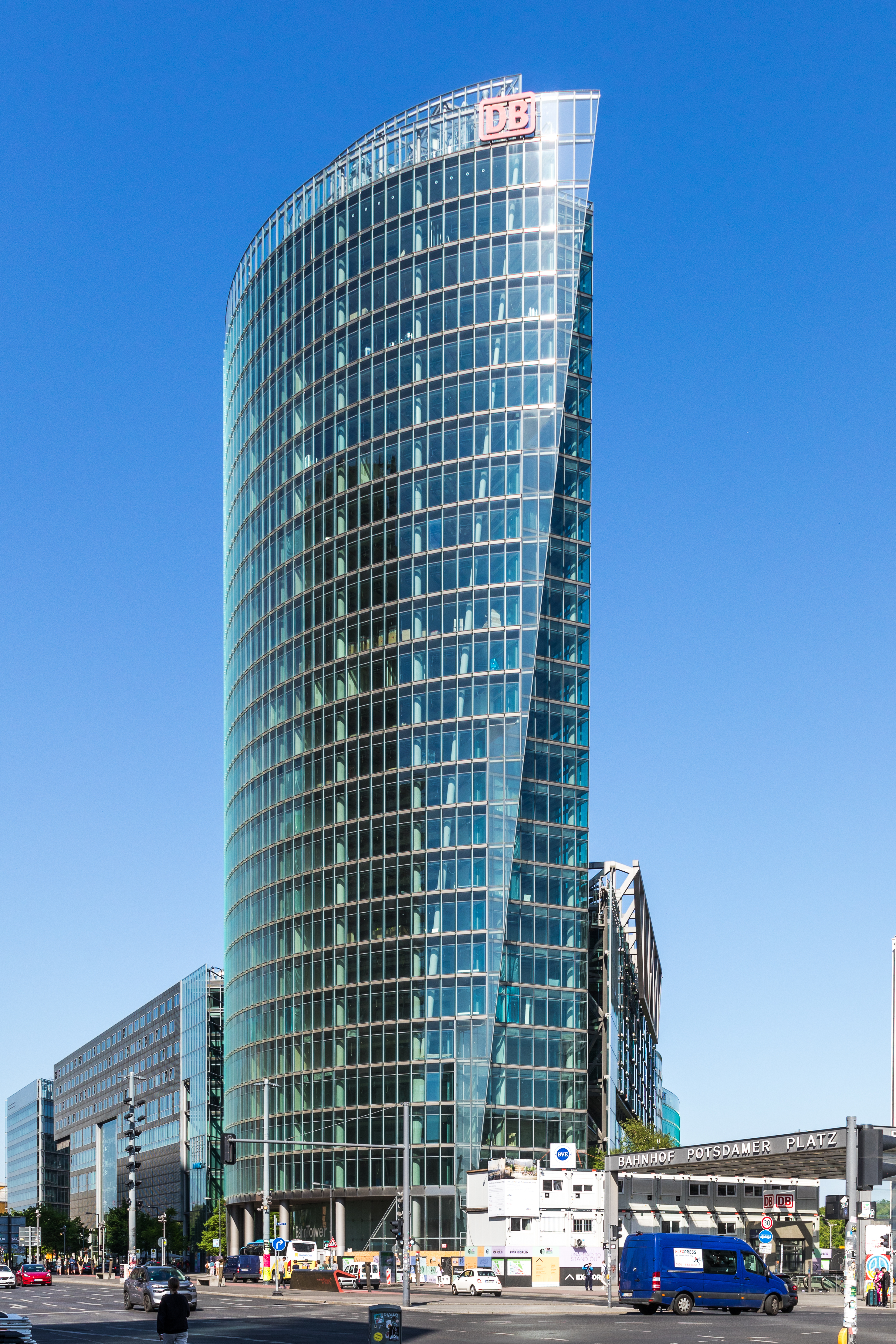
La BahnTower
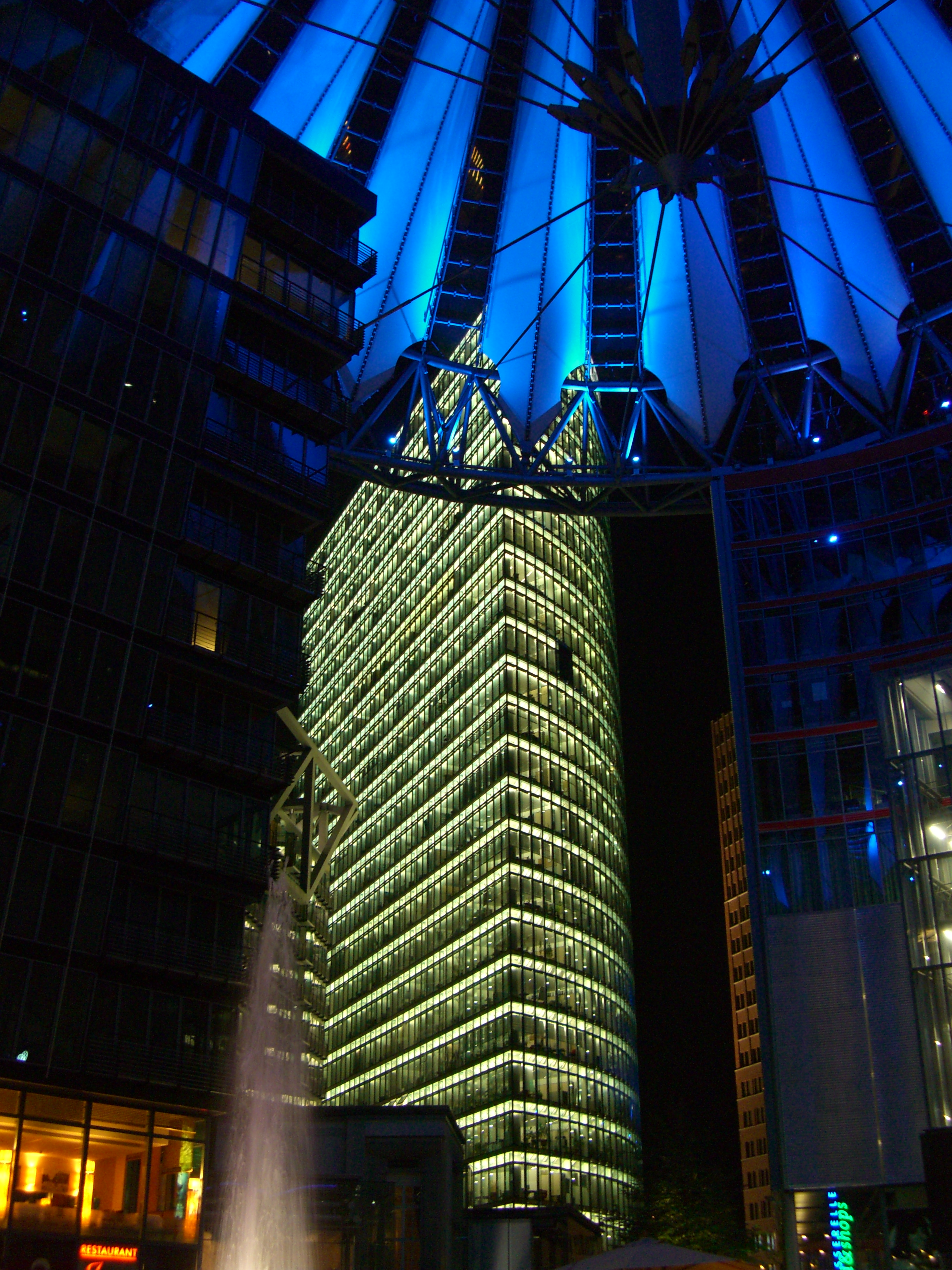
Veduta notturna